# Piem
Pour les autres membres de la famille, voir Famille de Barrigue de Fontainieu et de Montvalon.
Pierre de Barrigue de Montvallon, dit Piem, est un dessinateur français né le 12 novembre 1923 à Saint-Étienne et mort le 12 novembre 2020 à Notre-Dame-d'Oé en Indre-et-Loire.

## Biographie

### Famille et entourage
Pierre Georges Marie de Barrigue de Montvallon est issu d'une famille descendant de la noblesse de robe d'Aix-en-Provence. Fils de Serge de Montvallon, directeur de la Maison de la Chimie, et de Madeleine Champavère, il est le frère de Robert de Montvalon. Piem décrit : « J'étais l'enfant rachitique et rouquin d'une famille d'Aix-en-Provence, le troisième d'une fratrie de cinq enfants, destiné à vivre dans l'ombre de ses frères aînés si forts et si brillants ».
Il épouse le 22 août 1947 Élisabeth Lefebvre, d'une famille d'industriels de Roubaix propriétaire du château de l'Hôtel-Noble à Vernou-sur-Brenne, avec qui il a six enfants (trois garçons, trois filles), dont Thierry, connu sous le pseudonyme de Barrigue, dessinateur de presse, et Christophe, généalogiste propriétaire des arbres fraternelle et wikifrat sur le site de généalogie Geneanet.
Vers 1953, il est parrain religieux de Philippe Bouvard (né en 1929), après que ce dernier décide de se faire baptiser discrètement, afin de se marier religieusement.

### Formation
Après des études secondaires à l'école Massillon (congrégation de l'Oratoire), Pierre de Barrigue de Montvallon est diplômé de l'École nationale supérieure des beaux-arts et de l'École Paul-Colin.

### Dessinateur et artiste peintre
Piem est un dessinateur humoristique et artiste peintre. Il « affichait clairement ses idées de gauche ».
En janvier 1945, il termine la guerre comme « caporal décorateur » à Trèves.
À partir de 1947, il collabore à Témoignage chrétien et au Figaro (jusqu'en 1981). Les lecteurs du Point et de La Croix ont pu également voir ses dessins.
Parallèlement, il défend la profession journalistique en se syndiquant au Syndicat national des journalistes (SNJ). Il est aussi le créateur du personnage de Turlupin, qui paraissait en strips dans certains quotidiens comme L'Est républicain, notamment dans les années 1970.
Il passe également par le cabaret : La Tête de lard, l'Olympia, et Bobino.
Il se fait connaître du grand public en participant aux émissions télévisées Le Petit Rapporteur (1975-1976) où Jacques Martin l'appelle « l'ancêtre » alors qu'il n'a que 51 ans ; il participe à l'émission La Lorgnette, qui suit le même principe que Le Petit Rapporteur, en 1977 et 1978,,. Il y réalise une revue de presse en dessins, « La petite semaine de Piem », qui déplaît parfois à l'exécutif de Valéry Giscard d'Estaing.
Piem est connu pour fumer la pipe, et en 1975 il lui était possible de fumer pendant l’émission Le Petit Rapporteur.
Après avoir vécu à Paris, durant son enfance (île de la Cité, en face des écuries du Bazar de l'Hôtel de Ville) puis, pendant sa vie adulte (place de la Contrescarpe), Piem s’est retiré à Notre-Dame-d'Oé, commune d’Indre-et-Loire, au nord de Tours, où il a été élu conseiller municipal, et continue de fumer la pipe.
La vie de Piem et sa carrière ont été résumées par Renaud Donnedieu de Vabres, ministre de la Culture, dans son discours prononcé le 14 janvier 2005 avant qu'il le promeuve commandeur dans l’ordre des Arts et des Lettres.

### Nom de plume
Le nom de plume Piem est créé à partir des premières lettres de son prénom (Pierre) et de la première lettre de son nom de famille (Montvallon).
Piem aimait à décliner en riant son nom d'artiste de la façon suivante: « Prodigieux, Irrésistible, Extraordinaire, Modeste »,.

### Mort
Piem meurt le 12 novembre 2020, le jour de son 97e anniversaire, à Notre-Dame-d'Oé (Indre-et-Loire), où il habitait depuis plus de vingt ans,. Il est inhumé au cimetière communal de la même ville, à côté de son fils Vincent mort en 1997.

## Publications
Aux éditions du Cherche midi :
- Les Mordus de l’automobile, octobre 1988  (ISBN 978-2-86274-135-2)
- Les Mordus du foot, mars 1992  (ISBN 978-2-86274-225-0)
- Au revoir et encore merci, octobre 1993  (ISBN 978-2-86274-290-8)
- Bonne santé, mode d’emploi, août 1994  (ISBN 978-2-86274-208-3)
- Les Mordus du tennis, novembre 1994  (ISBN 978-2-86274-055-3)
- Petits enfants grands parents, mode d’emploi, décembre 1994  (ISBN 978-2-86274-164-2)
- Enfants Parents, mode d'emploi, avril 1995  (ISBN 978-2-86274-362-2)
- Dieu et vous, novembre 1996  (ISBN 978-2-86274-465-0)
- Les Gendarmes, septembre 1997  (ISBN 978-2-86274-518-3)
- L’École, septembre 1998  (ISBN 978-2-86274-600-5)
- Je t’aime, février 1999  (ISBN 978-2-86274-635-7)
- Les Accrocs du portable, juin 2000  (ISBN 978-2-86274-751-4)
- Souvenirs d’un libraire, texte de Jacques Plaine, septembre 2002  (ISBN 978-2-74910-017-3)
- L’argent, encore plus, octobre 2003  (ISBN 978-2-74910-140-8)
- Les Joies de la retraite, octobre 2004  (ISBN 978-2-74910-268-9)
- Mon stress, mon psy et moi, novembre 2004  (ISBN 978-2-74910-297-9)
- Deuxième abécédaire de la dérision, texte de Ghassan Khoury, octobre 2007 (ISBN 978-2-74910-949-7)
- J’aime La Poste, octobre 2008  (ISBN 978-2-74911-105-6)
- La terre jusqu’au trognon, octobre 2009  (ISBN 978-2-74911-250-3)
- Troisième abécédaire de la dérision, texte de Ghassan Khoury, octobre 2007  (ISBN 978-2-74911-598-6)
- Le petit Piem illustré, novembre 2010  (ISBN 978-2-74911-421-7)
- Généalogiquement vôtre, liberté, égalité, hérédité (préface de Max Gallo (ISBN 978-2-74912-733-0)

Chez d'autres éditeurs :
- Un trait ... C'est tout, 1972
- À la petite semaine, 1975
- Aux larmes, citoyens, 1976
- Dipapacequoi, recueil d'articles, 1977
- La France et les Français (en collaboration), 1979
- Les Mordus du tennis, 1984
- Cent dessins choisis, 1984
- Les Mordus du foot, 1985
- Un cœur gros comme ça, 1986
- Les Mordus du ski, 1987
- Les Mordus de l'automobile, 1988
- Petits enfants grands parents, mode d’emploi, 1989
- Santé, mode d'emploi, 1991
- Piem se met à table, mai 1994  (ISBN 978-2-86553-097-7)
- Les Mordus du ballon rond, 1998
- Vive la retraite, 2001
- L'Ombre et la grâce, en collaboration avec Marie de Solemne, novembre 2004  (ISBN 978-2-84454-251-9)

Outre ses propres livres, Piem a illustré un grand nombre d'ouvrages d'autres auteurs, par exemple l'une des rééditions de Ouilla ! docteur... de Jean Dautriat.

## Émissions de télévision
Piem a participé régulièrement aux émissions de télévision suivantes :
- 1969-1975 : Tac au tac
- 1975-1976 : Le Petit Rapporteur
- 1977 : La Lorgnette

## Distinctions
Le 13 juillet 2001, Piem est nommé chevalier de l'ordre national de la Légion d'honneur au titre de « dessinateur de presse, écrivain ; 56 ans d'activités professionnelles et de services militaires ». 
Chevalier de l'ordre national du Mérite, il en est promu officier le 14 novembre 2008 au titre de « dessinateur ; 62 ans d'activités artistiques et de services militaires » puis commandeur le 13 mai 2016 au titre de « dessinateur humoristique et satirique ».
Piem est commandeur de l'ordre des Arts et des Lettres.
Piem est président d’honneur d’une fédération de voitures à pédales et de l'association SOS Gaspillage Argent Public, il est membre d’honneur de la confrérie des fumeurs de pipes de Morez et de Saint-Claude.

## Pour approfondir